# MTV ao Vivo: Ira!
MTV ao Vivo: Ira! é o primeiro álbum ao vivo e o primeiro em vídeo da banda de rock brasileira Ira!, lançado em 2000 em CD, VHS e DVD pela Deckdisc e Abril Music.

## Faixas
| N.º | Título                                    | Compositor(es)                                                       | Duração |  |
| 1.  | "Gritos na Multidão"                      | Edgard Scandurra                                                     | 3:39    |  |
| 2.  | "Dias de Luta"                            | Edgard Scandurra                                                     | 4:27    |  |
| 3.  | "Longe de Tudo"                           | Edgard Scandurra                                                     | 3:36    |  |
| 4.  | "É Assim Que Me Querem"                   | Edgard Scandurra                                                     | 4:43    |  |
| 5.  | "Como os Ponteiros de Um Relógio"         | Edgard Scandurra                                                     | 2:20    |  |
| 6.  | "Superficial (Como Um Espinho)"           | Edgard Scandurra                                                     | 3:29    |  |
| 7.  | "Mudança de Comportamento"                | Edgard Scandurra                                                     | 3:39    |  |
| 8.  | "Coração"                                 | Edgard Scandurra                                                     | 3:50    |  |
| 9.  | "Vida Passageira"                         | Edgard Scandurra                                                     | 3:48    |  |
| 10. | "Flores em Você"                          | Edgard Scandurra                                                     | 2:09    |  |
| 11. | "Receita Para Se Fazer Um Herói"          | Edgard Scandurra / Nasi / R.E. Ferreira / André Jung / Ricardo Gaspa | 4:39    |  |
| 12. | "Logo de Cara"                            | Kiko Zambianchi / Marcelo Rubens Paiva                               | 3:22    |  |
| 13. | "Tolices"                                 | Edgard Scandurra                                                     | 4:31    |  |
| 14. | "Um Dia Como Hoje"                        | Edgard Scandurra                                                     | 3:41    |  |
| 15. | "Envelheço na Cidade"                     | Edgard Scandurra                                                     | 3:38    |  |
| 16. | "Inundação de Amor" (part. Ramilson Maia) | Ciro Pessoa / Júlio Barroso                                          | 3:30    |  |
| 17. | "Vitrine Viva"                            | Edgard Scandurra / Arnaldo Braga                                     | 3:07    |  |
| 18. | "Bebendo Vinho"                           | Wander Wildner                                                       | 3:49    |  |
| 19. | "Pobre Paulista"                          | Edgard Scandurra                                                     | 3:32    |  |
| 20. | "Núcleo Base"                             | Edgard Scandurra                                                     | 4:30    |  |

## Certificações
| País                                      | Certificação | Data | Vendas certificadas |
| ----------------------------------------- | ------------ | ---- | ------------------- |
| Brasil (Pro-Música Brasil)                | Ouro         | 2000 | 100.000*            |
| *número de vendas baseado na certificação |              |      |                     |

## Créditos

#### Ira!
- Nasi - vocais
- Edgard Scandurra - guitarra, vocais
- Ricardo Gaspa - baixo, vocais
- André Jung - bateria

#### Músicos de apoio
- Johnny Boy - teclados, violão, vocais
- Fabio Golfetti - violão
- Ramilson Maia - scratch (faixa 16)